# Juan Lozano Rico
Juan Lozano Rico (n. 1933 en Vigo, Pontevedra, Galicia) fue un popular y prolífico escritor español de novelas entre 1952 y 1983, más conocido bajo su seudónimo Carlos de Santander con el cual publicó más de 800 novelas rosas y eróticas, aunque también utilizó los seudónimos de Red Harland para publicar novelas de suspense y John Grow para publicar novelas del oeste al inicio de su carrera. Sus novelas fueron ampliamente reeditadas y traducidas al portugués.

## Biografía
Juan Lozano Rico nació en 1933 en Vigo, Pontevedra, Galicia, España. Se enroló muy joven en la Marina Mercante y trabajó un tiempo para una compañía aérea. Su trabajo le permitió escribir, además de viajar y conocer Europa, América del Sur, América del Norte, Oriente y África.
Aunque probó a publicar otros géneros fue en la novela rosa donde alcanzó una gran popularidad, su principal editorial, Bruguera, le dedicó en exclusiva una colección para reeditar sus novelas: Carola. En 1970 comenzó a publicar para la editorial Rollán, quien adaptaría sus novelas a fotonovelas. Para 1975, comenzó a escribir también novelas eróticas. Fue solo por detrás de su contemporánea Corín Tellado el autor más prolífico y popular.

"Carlos de Santander que era radiotelegrafista de barco, metía muchas bragas, quitaba sujetadores y vendía mucho."
Corín Tellado